# Cycas fugax
Cycas fugax — вид голонасінних рослин класу саговникоподібні (Cycadopsida).
Етимологія: від латинського fugax — «швидкоплинне або ефемерне», посилаючись майже зникнення цього виду, перш ніж він був визнаний як ботанічний об'єкт.

## Опис
Стовбури безстеблеві, 8–12 см діаметром у вузькому місці; 1–3 листків у кроні. Листки темно-зелені, дуже глянцеві або напівглянсові, завдовжки 280–400 см. Пилкові шишки веретеновиді, жовті, 10–12 см, 2,5–5 см діаметром. Мегаспорофіли 20–24 см завдовжки, коричнево-повстяні. Насіння майже кулясте, 18–22 мм завдовжки, 15–20 мм завширшки; саркотеста жовта, не вкрита нальотом.

## Поширення, екологія
Країни поширення: В'єтнам (можливо, вимер). Зустрічається при 200 м над рівнем моря. Вид спочатку ріс у закритих вічнозелених лісах на низьких пагорбах оранжево-коричневих алювіальних суглинків. Майже всі ці ліси були очищені для чайних, евкаліптових і акацієвих насаджень.

## Загрози та охорона
Майже всі ці ліси були очищені для чайних, евкаліптових і акацієвих насаджень. На вид також вплинув ріст міст.